# Ромай, Лина (актриса)
Ли́на Рома́й (исп. Lina Romay), настоящее имя — Ро́са Мари́я Альмира́ль Марти́нес (исп. Rosa María Almirall Martínez; 25 июня 1954, Барселона, Испания — 15 февраля 2012) — испанская актриса.

## Биография
Часто снималась в фильмах своего гражданского мужа, режиссёра Хесуса Франко. Они встретились впервые и начали работать вместе в 1972 году, и с тех пор она снялась в более чем 100 фильмах, большинство из которых выпускал Франко. Среди самых известных из этих кинофильмов: «Вампирша», «Джек-потрошитель», «Куколки за колючей проволокой».
В течение 1970-1990-х годов она появилась в нескольких порнографических фильмах.
Скончалась от рака 15 февраля 2012 года возрасте 57 лет.

## Избранная фильмография
| Год  |   | Русское название              | Оригинальное название         | Роль                                |
| ---- | - | ----------------------------- | ----------------------------- | ----------------------------------- |
| 1973 | ф | Вампирша                      | Les avaleuses                 | графиня Ирина Карлштейн             |
| 1975 | ф | Куколки за колючей проволокой | Frauengefängnis               | Мария да Герра                      |
| 1976 | ф | Джек-потрошитель              | Jack the Ripper               | Марика                              |
| 1976 | ф | Портрет Дорианы Грей          | Die Marquise von Sade         | Дориана Грей/сестра-близнец Дорианы |
| 1981 | ф | Белая богиня каннибалов       | Mondo cannibale               | Ана                                 |
| 1981 | ф | Сексуальный Макумба           | Macumba Sexual                | Элис Брукс                          |
| 1986 | ф | Попа Лулу                     | El ojete de Lulú              | Лулу                                |
| 1988 | ф | Безликие                      | Faceless                      | миссис Орлофф                       |
| 1988 | ф | Месть в доме Эшеров           | Revenge in the House of Usher | Хелен                               |
| 1994 | ф | Апокалипсис мёртвых           | Shatter Dead                  |                                     |
| 1998 | ф | Нежная плоть                  | Tender Flesh                  | Миссис Радек                        |
| 1998 | ф | Страсть по Франкенштейну      | Lust For Frankenstein         | Мойра Франкенштейн                  |
| 2001 | ф | Слияние вампиров              | Vampire Junction              |                                     |

## Интересные факты
- Многие ошибочно полагают, что она приняла участие в мультипликационном фильме Тэкса Эвери «Синьор Друпи» (исп. Señor Droopy) в роли девушки-мечты обоих тореадоров. На самом деле в работе над мультфильмом, созданным за пять лет до её рождения, участвовала американская актриса и певица Мария Елена Ромей (Maria Elena Romay, род. 16.01.1919 — ум. 17.12.2010), имевшая такой же псевдоним — Лина Ромей (Lina Romay).

### Псевдонимы
- Rosa Almirail
- Rosa Maria Almiral
- R.M. Almirall
- Roas Almirall
- Rosa M-a Almirall
- Rosa M. Almirall
- Rosa María Almirall
- Rosa Almirall
- Betty Carter
- Jean Collins
- Candice Coster
- Candy Coster
- Lennie Hayden
- Lulu Laverne
- Lulú Laverne
- Jane Morgan
- Linan Romay